# Défi mondial junior A
Le Défi mondial junior A, ou World Junior A Challenge en anglais, est une compétition internationale de hockey sur glace. Créé en 2006, il est organisé annuellement par Hockey Canada, en partenariat avec la Ligue canadienne de hockey junior (LCHJ). Il oppose des sélections nationales de joueurs âgés de moins de 20 ans. Le Canada est représenté par deux équipes, Est et Ouest, composées uniquement de joueurs évoluant dans la LCHJ. À partir de 2011, le match des espoirs de la LCHJ est disputée en parallèle du tournoi.
Les États-Unis sont les tenants du titre. Ils sont également l'équipe la plus victorieuse avec huit médailles d'or.

## Histoire
Le Défi mondial junior A (DMJA) est une compétition qui permet de mettre en avant les joueurs les plus prometteurs qui évoluent au sein des dix ligues que la Ligue canadienne de hockey junior (LCHJ). Plus de 100 joueurs ayant disputé le Défi ont par la suite été sélectionnés lors des repêchages de la LNH dont neuf en première ronde : Joe Colborne, Nikita Filatov, Dmitri Koulikov, John Moore, Vladislav Namestnikov, Riley Nash, Dylan Olsen, Brendan Smith et Kyle Turris.
Le Canada est représenté par deux équipes. L'équipe Est comprend des joueurs de la Ligue de hockey junior de l'Ontario, de la Ligue de hockey junior du Nord de l'Ontario, de la Ligue centrale de hockey du Canada, de la Ligue de hockey junior AAA du Québec et de la Ligue maritime de hockey junior A. Celle de l'Ouest est composée de joueurs de la Ligue de hockey de la Colombie-Britannique, de la Ligue de hockey junior de l'Alberta, de la Ligue de hockey junior de la Saskatchewan, de la Ligue de hockey junior du Manitoba et de la Ligue de hockey junior supérieur international.
Lors de l'édition inaugurale 2006 dans la Saskatchewan, les équipes canadiennes dominent l'opposition, composée de l'Allemagne, de la Biélorussie, de la Russie et de la Slovaquie. En finale, la sélection Ouest l'emporte sur sa consœur sur la marque de 4-3. De leur côté, les russes remportent le bronze face aux slovaques,. Le second défi a lieu en Colombie-Britannique avec les mêmes équipes que l'année précédente à l'exception États-Unis qui remplacent la Slovaquie. De nouveau, la finale opposent les deux équipes canadiennes et voit l'Ouest sortir victorieux. Les américains gagnent la rencontre pour la troisième place en dominant la Russie. L'édition 2008 se déroule dans l'Alberta. Les États-Unis mettent fin au règne des canadiens de l'ouest, en les battant en finale 7-1. L'équipe de l'Est, quant à elle, s'impose pour le bronze aux dépens de la Biélorussie. L'année suivante, l'Allemagne est remplacée par la Suède. Sur l'Île-du-Prince-Édouard, les américains conservent leurs bien face à Canada Ouest. La Russie monte sur le podium pour la première fois après avoir battu les canadiens de l'Est. Pour la cinquième édition, le défi fait son retour en Colombie-Britannique. Pour la troisième année consécutive, les États-Unis remportent le titre, dominant cette fois-ci l'équipe de l'Est. Celle de l'Ouest ne gagne pas de médaille pour la première suivant sa défaite face à la Suisse qui a remplacé la Biélorussie.
Pour l'édition 2011, il est décidé que le match des espoirs de la LCHJ se déroule en parallèle du tournoi. Il s'agit d'une série de deux parties auxquelles prennent part quarante des meilleurs joueurs de la LCHJ, la sélection se faisant avec la centrale de recrutement de la Ligue nationale de hockey (LNH).

## Format de compétition
Les cinq équipes engagées s'affrontent entre elles dans un tour préliminaire. Les quatre premières du classement sont alors qualifiées pour des demi-finales, le premier du classement choisissant sa demi-finale. Les gagnants s'affrontent ensuite en finale.
- Équipes participantes en 2018 [10] :
  -  Canada Ouest
  -  États-Unis
  -  Tchéquie
  -  Canada Est
  -  Russie

## Palmarès

### Par édition
| Édition | Médaille d'or | Médaille d'argent | Médaille de bronze | Lieu                                  |
| ------- | ------------- | ----------------- | ------------------ | ------------------------------------- |
| 2006    | Canada Ouest  | Canada Est        | Russie             | Yorkton et Humboldt, Saskatchewan     |
| 2007    | Canada Ouest  | Canada Est        | États-Unis         | Trail et Nelson, Colombie-Britannique |
| 2008    | États-Unis    | Canada Ouest      | Canada Est         | Camrose, Alberta                      |
| 2009    | États-Unis    | Canada Ouest      | Russie             | Summerside, Île-du-Prince-Édouard     |
| 2010    | États-Unis    | Canada Est        | Suisse             | Penticton, Colombie-Britannique       |
| 2011    | Canada Ouest  | Canada Est        | États-Unis         | Langley, Colombie-Britannique         |
| 2012    | États-Unis    | Canada Ouest      | Suisse             | Yarmouth, Nouvelle-Écosse             |
| 2013    | États-Unis    | Russie            | Canada Ouest       | Yarmouth, Nouvelle-Écosse             |
| 2014    | États-Unis    | Danemark          | Russie             | Kindersley, Saskatchewan              |
| 2015    | Canada Ouest  | Russie            | États-Unis         | Cobourg et Whitby, Ontario            |
| 2016    | États-Unis    | Canada Est        | Russie             | Bonnyville, Alberta                   |
| 2017    | Canada Ouest  | États-Unis        | Rep. Tchèque       | Truro, Nouvelle-Écosse                |
| 2018    | États-Unis    | Russie            | Canada Ouest       | Bonnyville, Alberta                   |
| 2019    |               |                   |                    |                                       |

### Par équipe
|   | Équipe       | Médaille d'or | Médaille d'argent | Médaille de bronze |
| - | ------------ | ------------- | ----------------- | ------------------ |
| 1 | États-Unis   | 8             | 0                 | 3                  |
| 2 | Canada Ouest | 5             | 3                 | 2                  |
| 3 | Russie       | 0             | 3                 | 4                  |
| 4 | Canada Est   | 0             | 5                 | 1                  |
| 5 | Suisse       | 0             | 0                 | 2                  |
| 6 | Danemark     | 0             | 1                 | 0                  |
| 7 | Tchéquie     | 0             | 0                 | 1                  |

## Récompenses individuelles

### Meilleurs joueurs
| Édition | Joueur             | Équipe       |
| ------- | ------------------ | ------------ |
| 2006    | Kyle Turris        | Canada Ouest |
| 2007    | Mike Connolly      | Canada Ouest |
| 2008    | Michael Cichy      | États-Unis   |
| 2009    | Sean Bonar         | Canada Ouest |
| 2010    | Scott Mayfield     | États-Unis   |
| 2011    | Devin Shore        | Canada Est   |
| 2012    | Vince Hinostroza   | États-Unis   |
| 2013    | Nick Schmaltz      | États-Unis   |
| 2014    | Nikolaj Ehlers     | Danemark     |
| 2015    | Tyson Jost         | Canada Ouest |
| 2016    | Andreï Svetchnikov | Russie       |
| 2017    | Zach Rose          | Canada Ouest |
| 2018    | Bobby Brink        | États-Unis   |
| 2019    |                    |              |

### Équipes d'étoiles
| Saison | Gardien              | Défenseurs         | Défenseurs            | Ailier gauche       | Centre             | Ailier droit       |
| ------ | -------------------- | ------------------ | --------------------- | ------------------- | ------------------ | ------------------ |
| 2006   | Jaroslav Janus       | Deron Cousens (O)  | Maksim Issaïev        | Louie Caporusso (E) | Sergueï Korostine  | Kyle Turris (O)    |
| 2007   | Bradley Eidsness (O) | Brandon Burlon (E) | Viatcheslav Voïnov    | Barry Almeida       | Mike Connolly (O)  | Zac Dalpe (O)      |
| 2008   | Mike Lee             | Matt Donovan       | Andrew MacWilliam (O) | Mike Cichy          | Jaden Schwartz (O) | Craig Smith        |
| 2009   | Sean Bonar (O)       | Mac Bennett        | Wes McLeod (O)        | Shane Berschbach    | Connor Jones (O)   | Cody Kunyk (O)     |
| 2010   | Jordan Ruby (E)      | Scott Mayfield     | Tyson Wilson (E)      | Mikhaïl Grigorenko  | Jimmy Mullin       | Evan Rodrigues (E) |
| 2011   | Sean Maguire (O)     | Ludwig Byström     | Kevin Lough (E)       | Alex Kerfoot (O)    | Mario Lucia        | Devin Shore (E)    |
| 2012   | Jonah Imoo (O)       | Ian Brady          | Troy Stecher (O)      | Vincent Hinostroza  | Wade Murphy (O)    | Sandro Zangger     |
| 2013   | Maksim Tretiak       | Neal Pionk         | Adam Plant (O)        | Connor Hurley       | Kirill Pilipenko   | Nick Schmaltz      |
| 2014   | Eric Schierhorn      | Callum Fryer (E)   | Christian Wolanin     | Nikolaj Ehlers      | Denis Gourianov    | Thomas Novak       |
| 2015   | Mikhaïl Berdine      | Keegan Ford        | Cale Makar (O)        | Tyson Jost (O)      | Guerman Roubtsov   | Max Zimmer         |
| 2016   | Cayden Primeau       | Owen Grant (E)     | Cale Makar (O)        | Kristian Reichel    | Andreï Svetchnikov | Nick Swaney        |
| 2017   |                      |                    |                       |                     |                    |                    |
| 2018 , | Iaroslav Askarov     | Ronnie Attard      | T.J. Lloyd (O)        | Bobby Brink         | Ilia Nikolaïev     | Vassili Podkolzine |